# Kuvandik
Kuvandik (ruski: Кувандык) je grad u istočnom dijelu Orenburške oblasti u Rusiji, južno od Urala. 

## Zemljopisni smještaj
Nalazi se na glavnoj cesti između gradova Orenburga i Orska, 194 km od Orenburga i 90 km od Orska. Kuvandik leži na Sakmari, pritoci rijeke Urala. Prema popisu iz 2008. godine, grad je imao 28.290 stanovnika.

## Povijest
Na kraju 19. stoljeća, na lokalitetu današnjeg Kuvandika, skupina naseljenika iz europskog dijela Rusije i Ukrajine osnovala je selo Pokrovka (Покровка). Godine 1915. u selu se gradi željeznička stanica Pokrovka te se ime naselja mijenja, kako bi se izbjeglo dupliciranje s imenom stanice. Novo ime "Kuvandik" dolazi od istoimene lokalne rijeke.
Kuvandik ima status grada od 24. kolovoza 1953.

## Vanjske poveznice
- Kuvandik online  Arhivirana inačica izvorne stranice od 10. lipnja 2008. (Wayback Machine) (rus.)